# Triodontella robusta
Triodontella robusta är en skalbaggsart som beskrevs av Gilbert John Arrow 1925. Triodontella robusta ingår i släktet Triodontella och familjen Melolonthidae. Inga underarter finns listade i Catalogue of Life.